# Балагерска офанзива
Балагерската офанзива е извършена от Испанската републиканска армия около Балагер, Каталуния, по време на Гражданската война в Испания.
Офанзивата се състои от серия от контраатаки през пролетта и лятото на 1938 г. след катастрофалната Арагонска офанзива. Тя е провал за Испанската република с цената на много животи и военни материали.

## Обща информация
Офанзивата е планирана от генерал Висенте Рохо като повдигаща морала контраатака на републиканските военни части след пораженията, претърпени на фронтовете в Арагон. Исторически тази битка е част от по-дългата битка при Сегре.
Град Балагер пада в ръцете на бунтовническата фракция в поредица от яростни изненадващи атаки между 5 и 6 април 1938 г., след което франкистките армии превземат стратегическия мост над река Сегре на 10 април, когато републиканската армия се оттегля към другата страна на реката.
За да превземат поне предмостието на левия бряг, 27-ма, 60-та и 72-ра дивизии от XVIII армейски корпус на Испанската република контраатакуват между 12 и 15 април. Републиканските войници обаче са предимно много млади – някои са наборници само на 17 години, набързо вербувани и необучени – които въпреки ентусиазма си не постигат успех. Отново, друга поредица от опити за повторно завладяване на плацдарма Балагер са направени между 22 и 29 май, но те отново са безуспешни и републиканските части трябва да се оттеглят пред преобладаващото превъзходство на врага, оставяйки много жертви след себе си.

### Последен опит
След почти три месеца, заедно с по-широката републиканска офанзива на битката при Ебро, отново има поредица от битки за превземане на плацдарма при Балагер. Атаките са извършени между 9 и 11 август, но републиканските сили отново биват победени, разбити срещу превъзхождащата огнева мощ на бунтовническите линии.